# Тишик Петро Іванович
Петро Іванович Тишик (нар. 6 вересня 1948, провінція Чако, Аргентина) — радянський та аргентинський футболіст, захисник. Перший аргентинський футболіст львівських «Карпат».

## Біографія
Петро Іванович Тиших (Педро Хуан Тишик) народився 6 вересня 1948 року в провінції Чако в родині українських емігрантів. Раннє дитинство провів у Аргентині. В 1957 році, коли Петру виповнилося 9 років, разом з сім'єю повернувся в Україну та оселився у Львові. Після переїзду до Львова навчався у львівській середній загальноосвітній школі № 27, де навчання продовжив з третього клуасу. В школі зацікавився спортом: баскетболом, легкою атлетикою, футболом та хокеєм. 
Почав займатися хокеєм у складі львівського «Динамо». Тренувався на Комсомольському озері та на Сихові. В складі динамівців брав участь в хокейних змаганнях на Закарпатті та в Києві. В 1967 році, після повернення з хокейних змагань до Петра Івановича підійшов Олександр Філяєв, капітан «Карпат», й повідомив його про запрошення на перегляд від тодішнього тренера карпатівців, Євген Лемешко, запрошує його на перегляд до львівської футбольної команди. В той час паралельно зі спортивною кар'єрою працював фрезерувальником на львівському заводі № 24. Після перегляду звільнився з заводу та відправився з командою на двотижневий збір, що проходив за межами Львова. Провів 5 матчів у стартовому складі за «Карпати» (Львів) у другій групі класу «А» сезону 1967 року.
У зв'язку з сімейними обставинами в 1968 році змушений був повернутися в Аргентину. Там підписав контракт з легендарним «Расінгом» (Авельянеда). Проте за головну команду клубу не зіграв жодного матчу, натомість виступав за дублюючу команду. На той час в команді було багато бразильців, крім того Петро Тишик погано володів іспанською мовою, тому з основною командою тренувався лише декілька разів. Через півтора року залишив Расінг та перейшов до складу клубу «Браун де Адроге» з нижчого дивізіону аргентинського чемпіонату. Оскільки в цей час хворів батько, в нічну пору доби працював фрезерувальником на заводі. Саме в «Браун де Адроге» виступав протягом наступних восьми років, був гравцем основного складу.

## Приватне життя
Мешкає в Буенос-Айресі (Аргентина). 
Одружений з італійкою, має дітей. Крім аргентинського, має й український паспорт.
Вільно володіє українською, російською та іспанською мовами.